# Kornhamnstorg

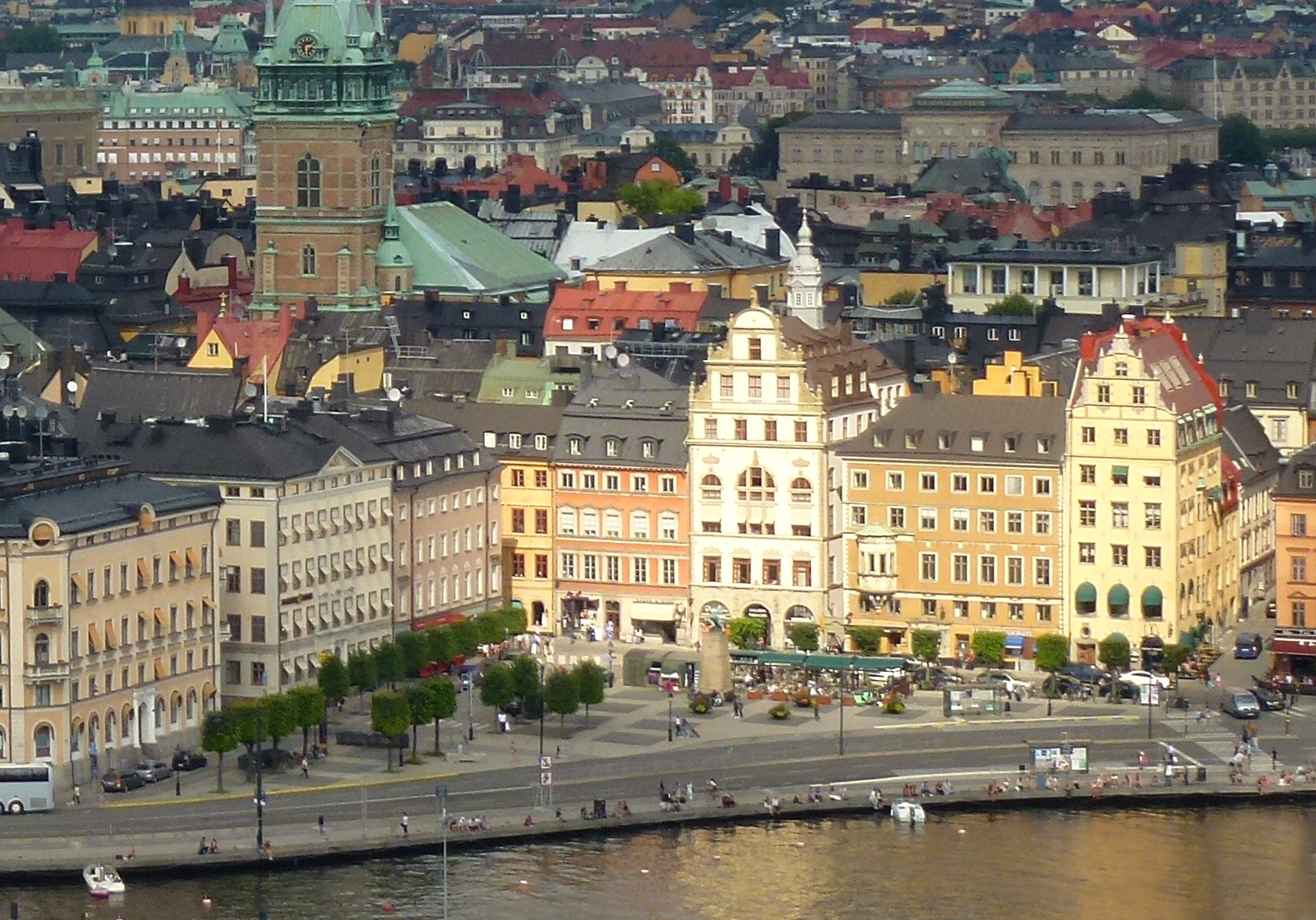
Kornhamnstorg sett från Maria Magdalena kyrka, augusti 2012.

Kornhamnstorg är ett triangulärt torg i Gamla stan, Stockholms innerstad. Torget begränsas i söder av Munkbroleden i nordväst av kvarteren Cerberus och Charon samt i nordost av kvarteren Typhon och Deucalion. Torget mäter cirka 140 x 90 x 90 meter.

## Historik
Kornhamnstorg (Kornhamps torget 1651) tillkom troligen genom 1620-talets regleringar av stadens västra kvarter, efter den Stora branden 1625. Under hela århundradet kallades torget för Åkaretorget, troligtvis därför att detta var en uppställningsplats för åkarnas vagnar. Det nuvarande namnet växlar länge med Kornhamn som benämning såväl på torget som själva hamnplatsen. Mitt på torget står statyn Bågspännaren av Christian Eriksson, uppförd 1916. Det restes till minne av Engelbrekt Engelbrektssons frihetskamp.

## Bilder, byggnader vid torget

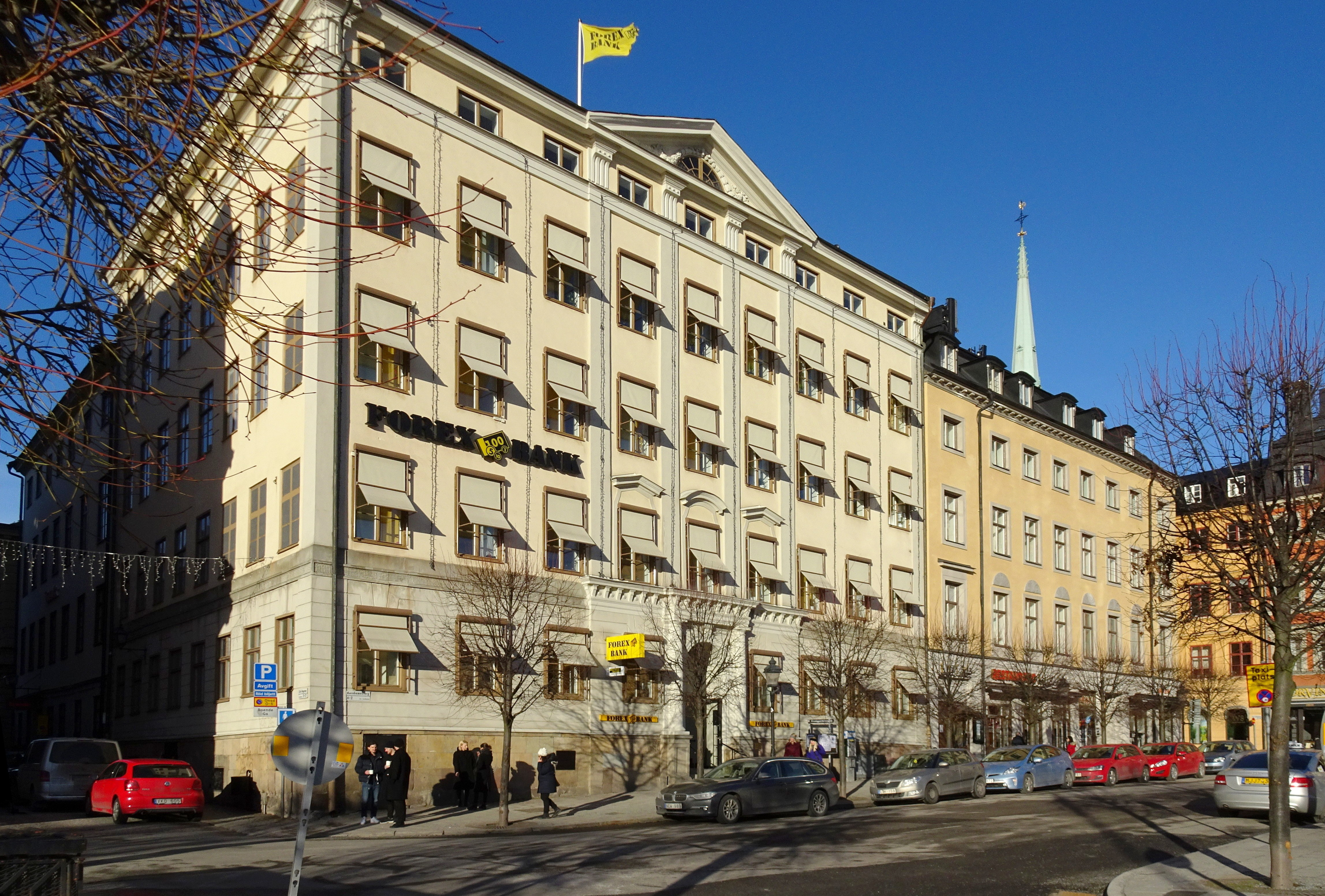
Kornhamnstorg 4 och 2
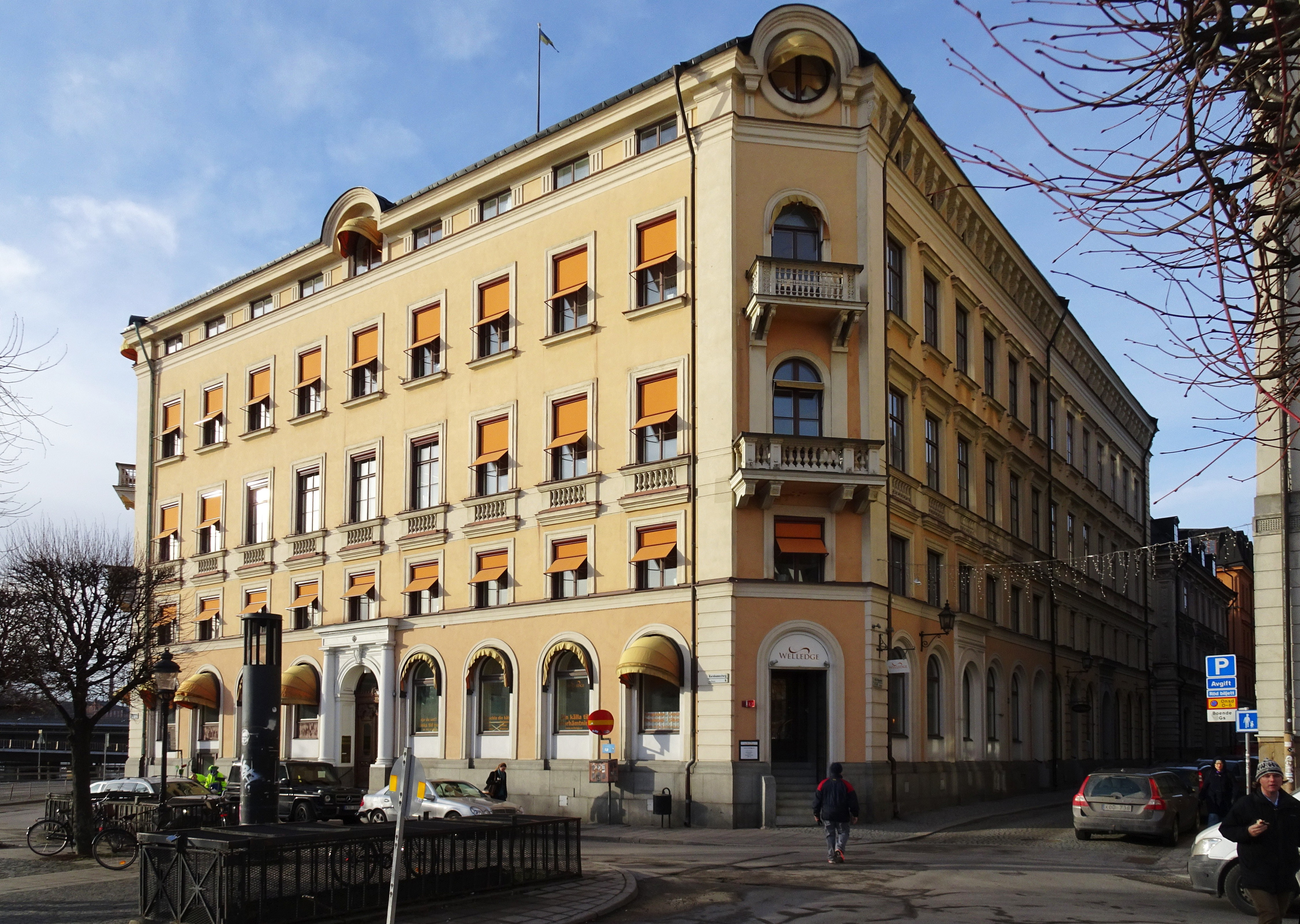
Kornhamnstorg 6
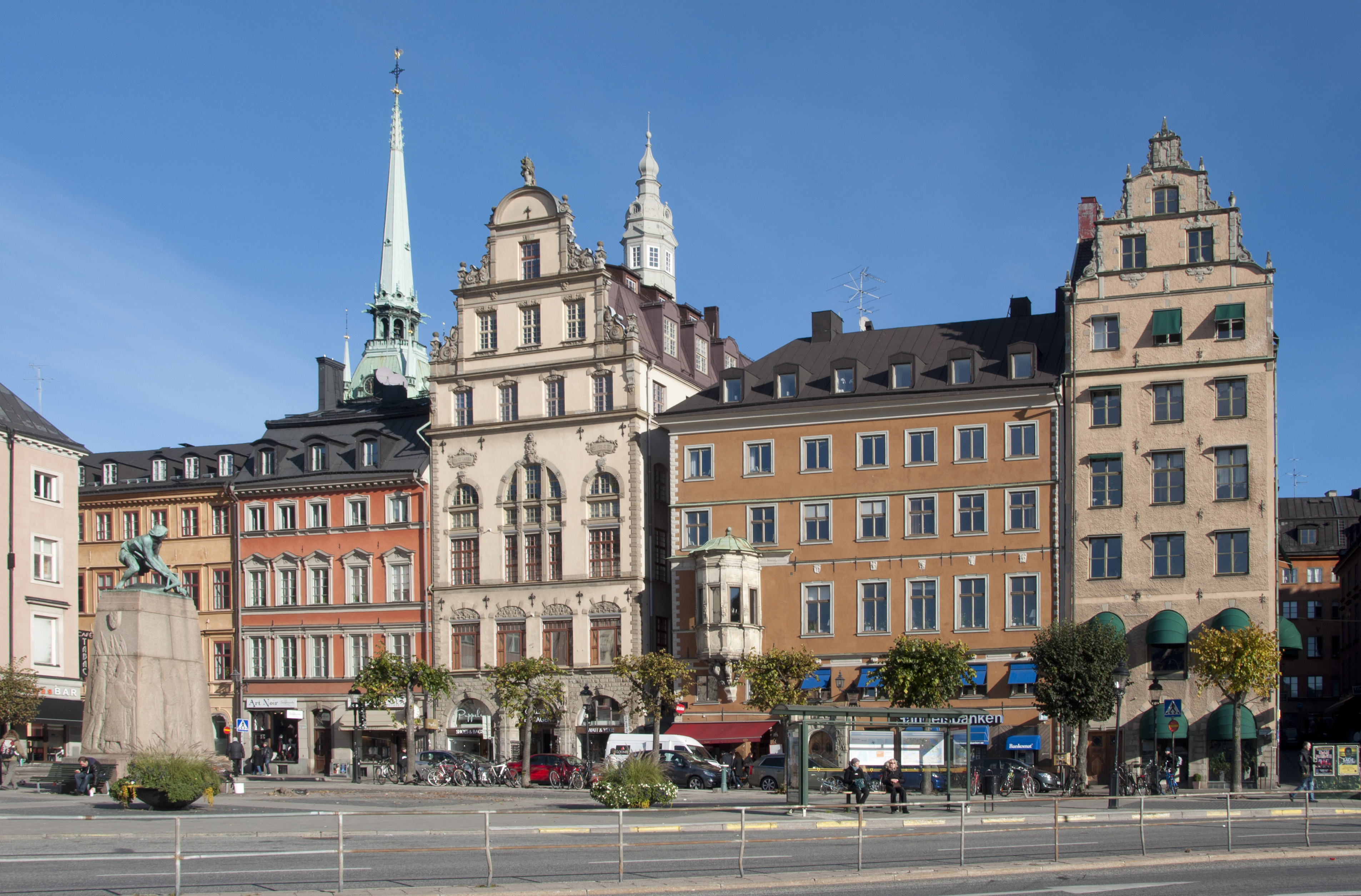
Kornhamnstorg 47-53
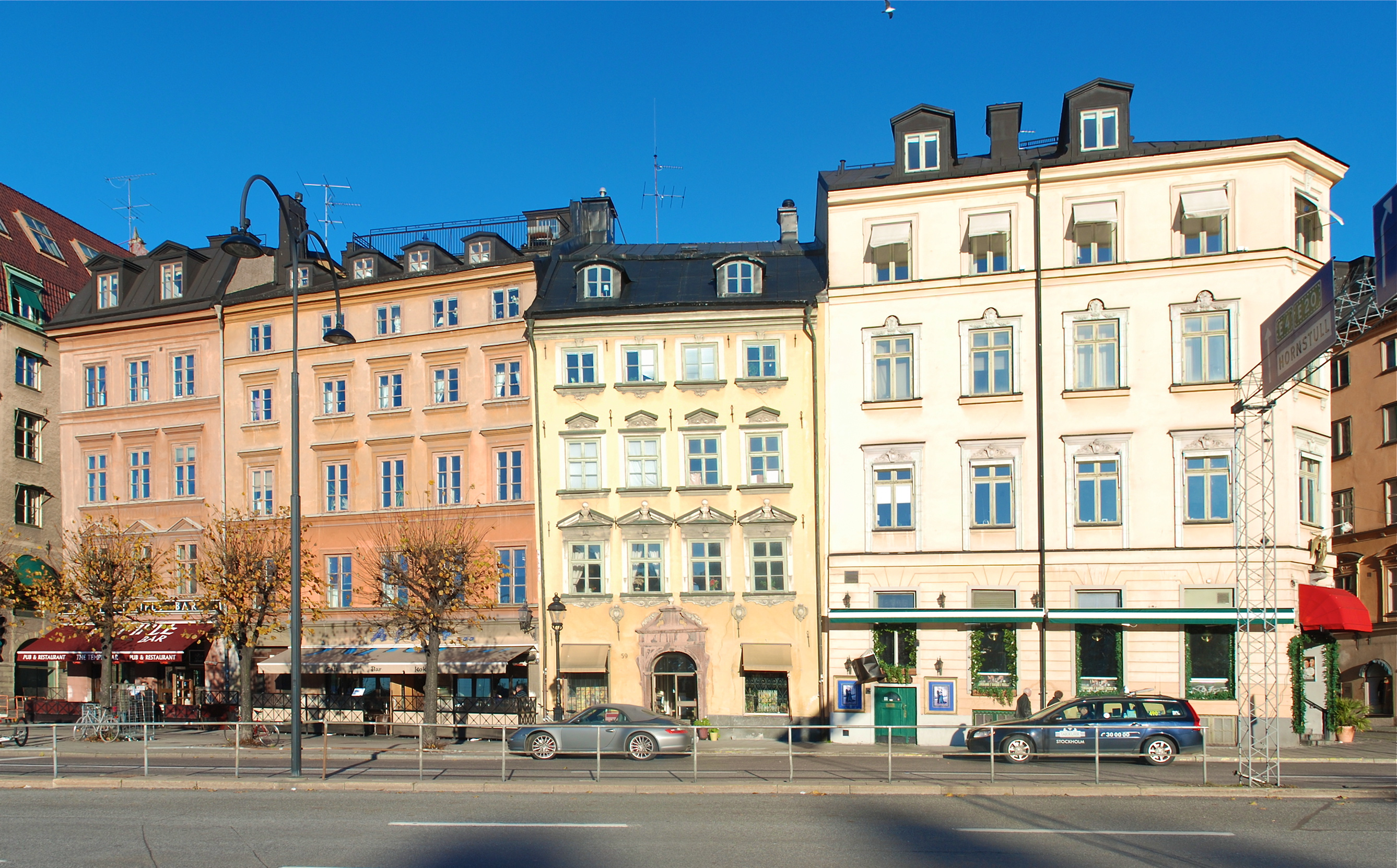
Kornhamnstorg nr 55-61

## Byggnader
- Kornhamnstorg 2 - Kallades "Sju helvetets portar", efter sju ingångar som skapades på 1700-talet vid sammanslagning av två byggnader.
- Kornhamnstorg 4 - "Buckauska huset", uppfört 1750, uppkallat efter byggherren, grosshandlaren Jacob Buckau (1687-1755).
- Kornhamnstorg 6 - "Cederlundska huset", uppfört 1856, uppkallat efter vin- och spritimportören Johan Cederlund som lät bygga huset efter Johan Fredrik Åboms ritningar.
- Kornhamnstorg 49 - "Modehuset 66an", affärshus från 1906 med en bevarad passage som förbinder torget med Västerlånggatan.
- Kornhamnstorg 51 - "von der Lindeska huset", uppfört 1632 för Erik Larsson von der Linde, har Stockholms äldsta burspråk.
- Kornhamnstorg 53 - "Funckska huset", uppfört 1640-talet för brukspatronen Tomas Funck.
- Kornhamnstorg 57 - "Degermanska huset", uppfört 1741 för handelsmannen Hans Degerman (död 1754).
- Kornhamnstorg 59 - "Nolanwährska huset", uppfört 1650-talet, uppkallat efter Johan Nordanväder (adlad Nohlanwähr) som ägde huset i början av 1700-talet.
- Hörnhuset Triewaldsgränd 2 - "Adlersköldska huset", uppkallad efter herr Adlerschiöld som ägde huset i början av 1700-talet. I bottenvåningen låg Apoteket Ängeln och sedan 1969 Restaurang Engelen.
- Kornhamnstorg 61 - "Forsströmska huset", uppfört 1781, uppkallat efter sin byggherre Nils Forsström.

## Bilder, byggnadsdetaljer

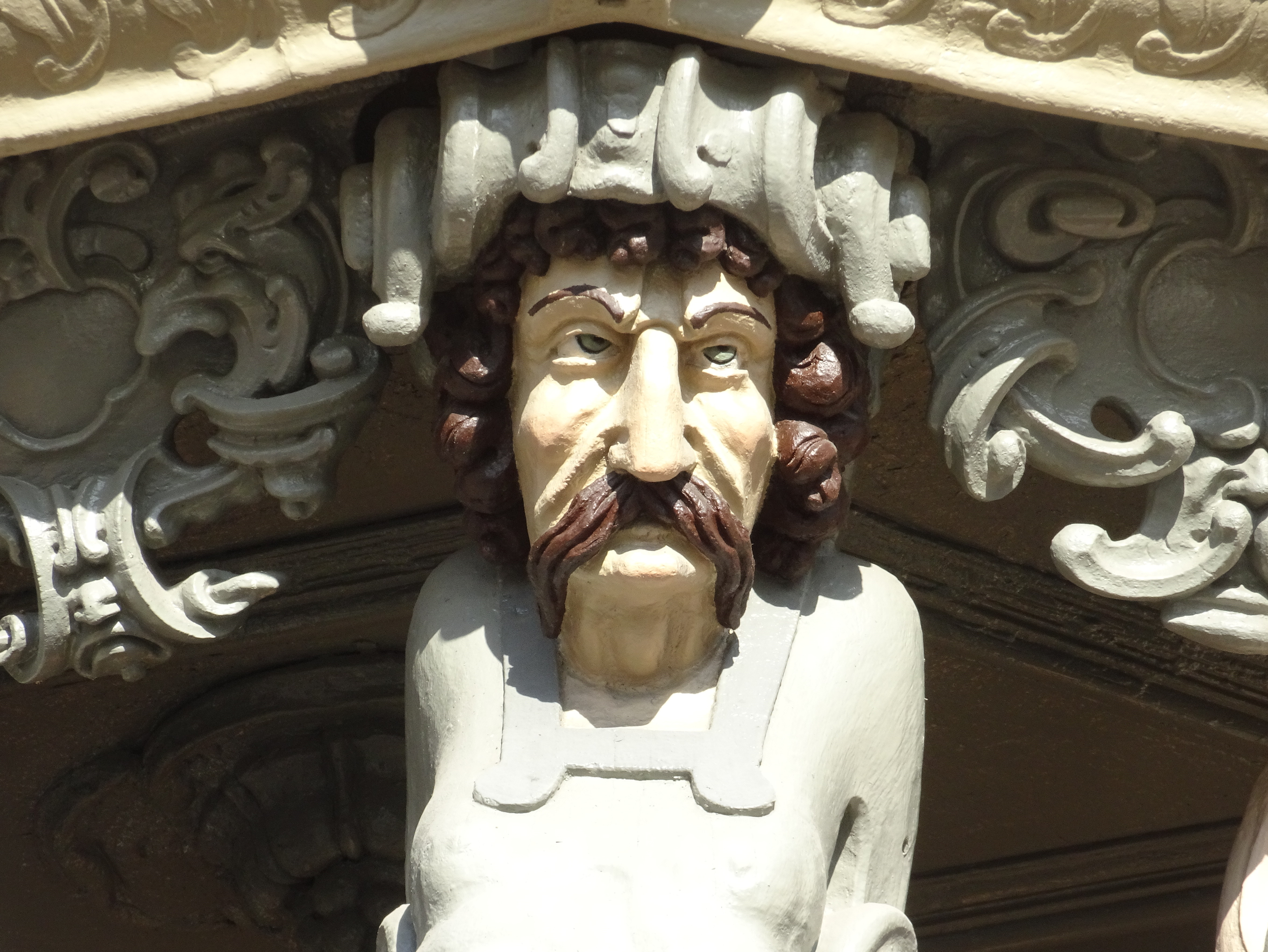
Burspråk nr 51.
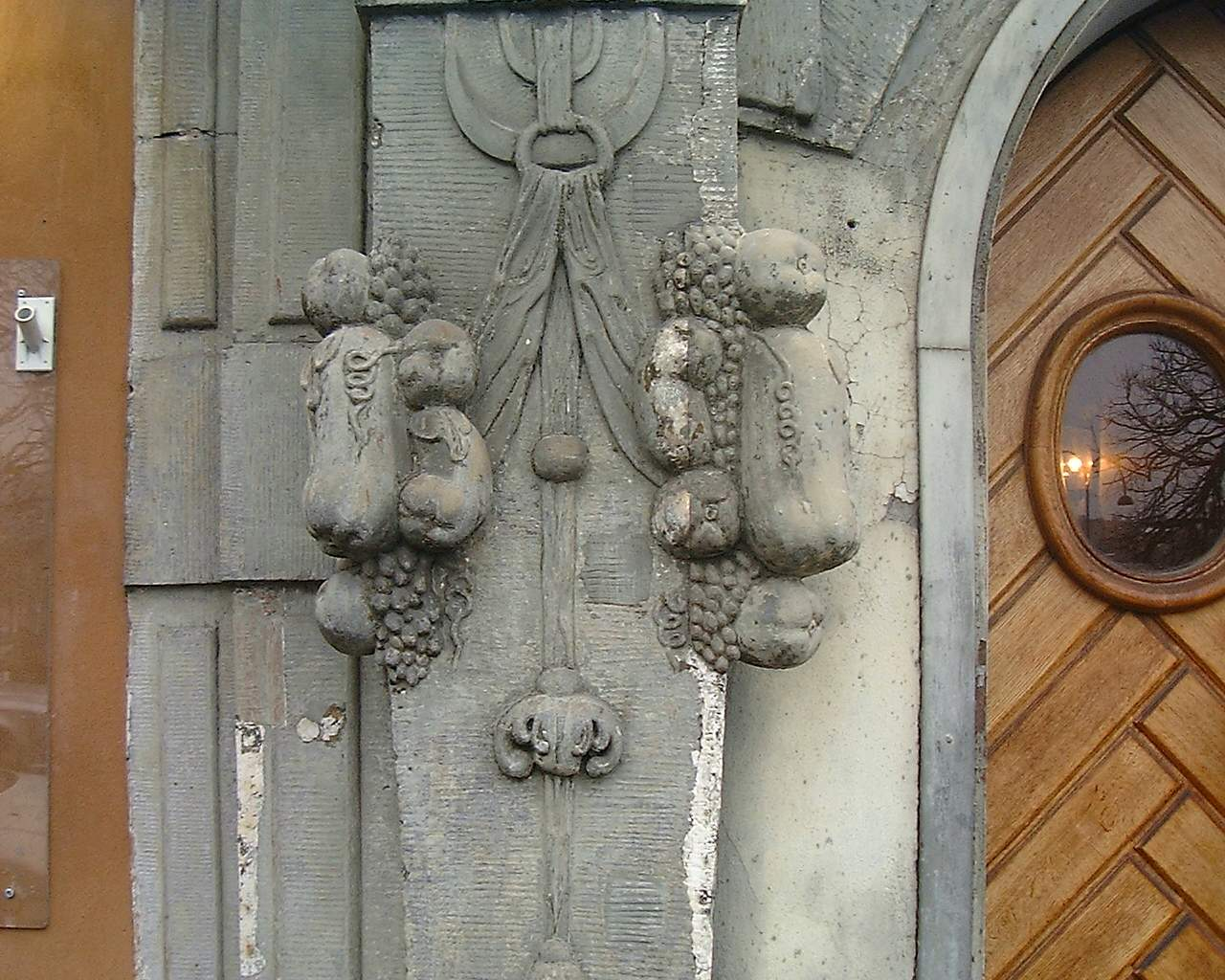
Portomfattning nr 51.
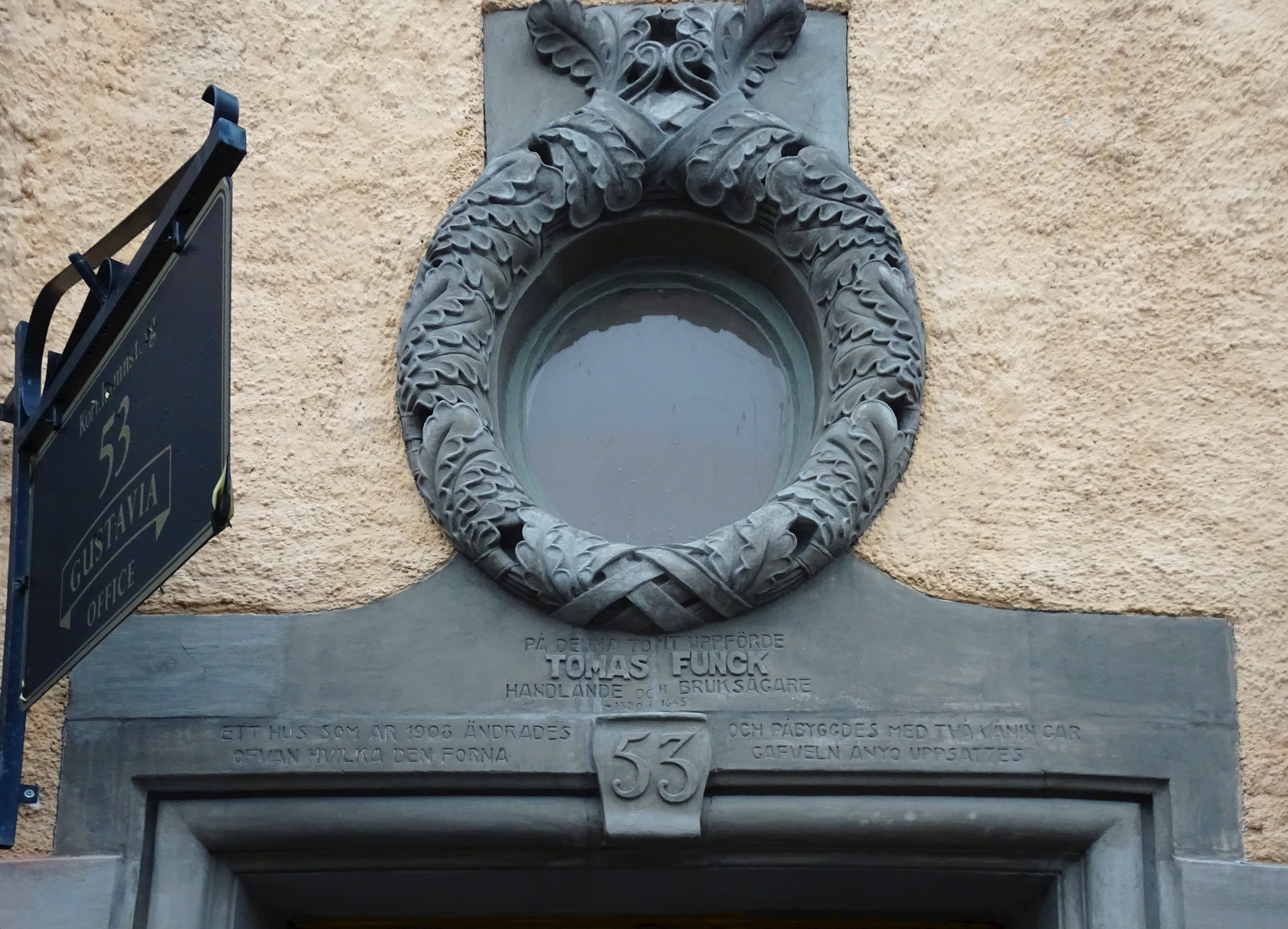
Portal nr 53.
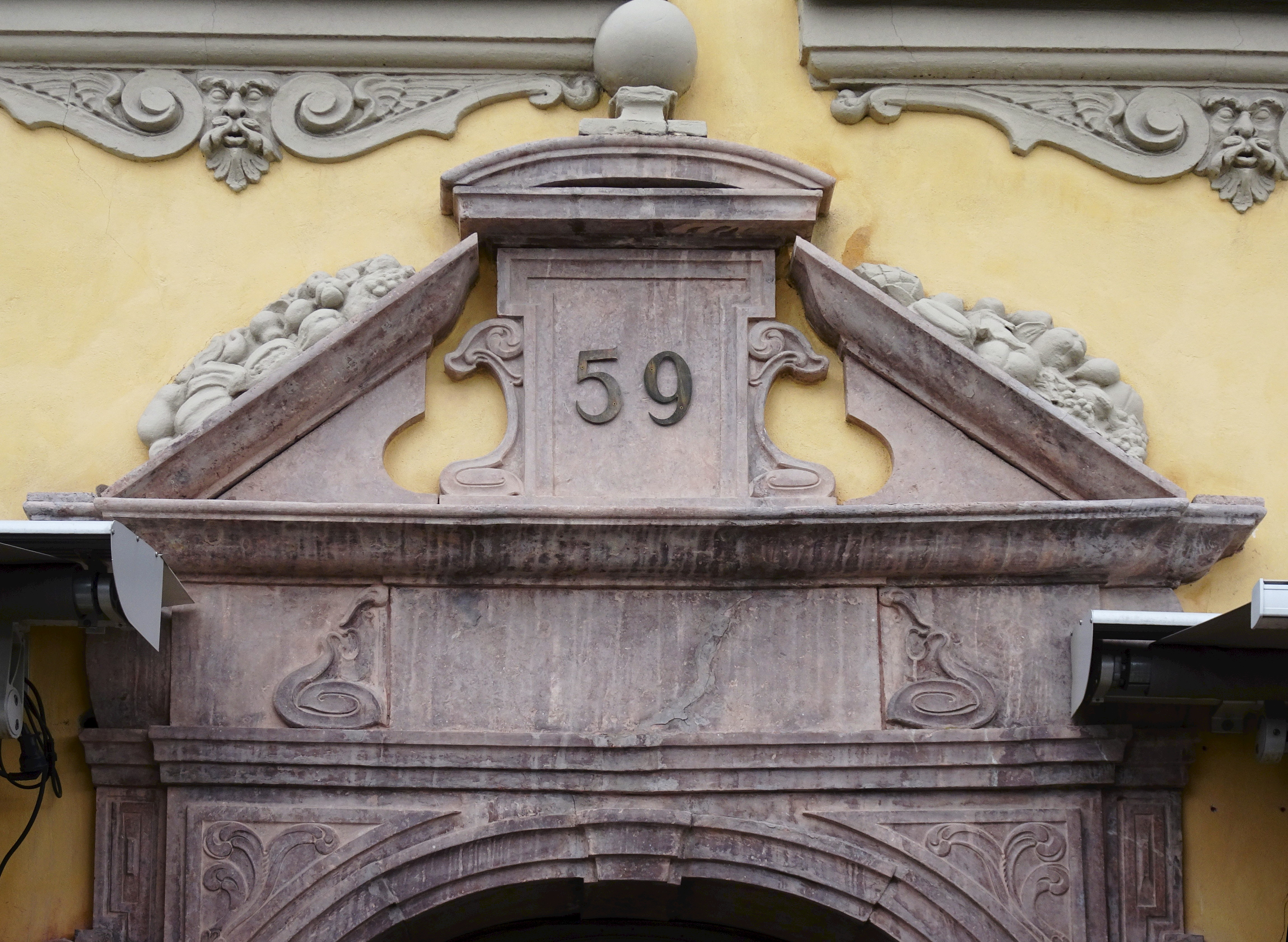
Portal nr 59.
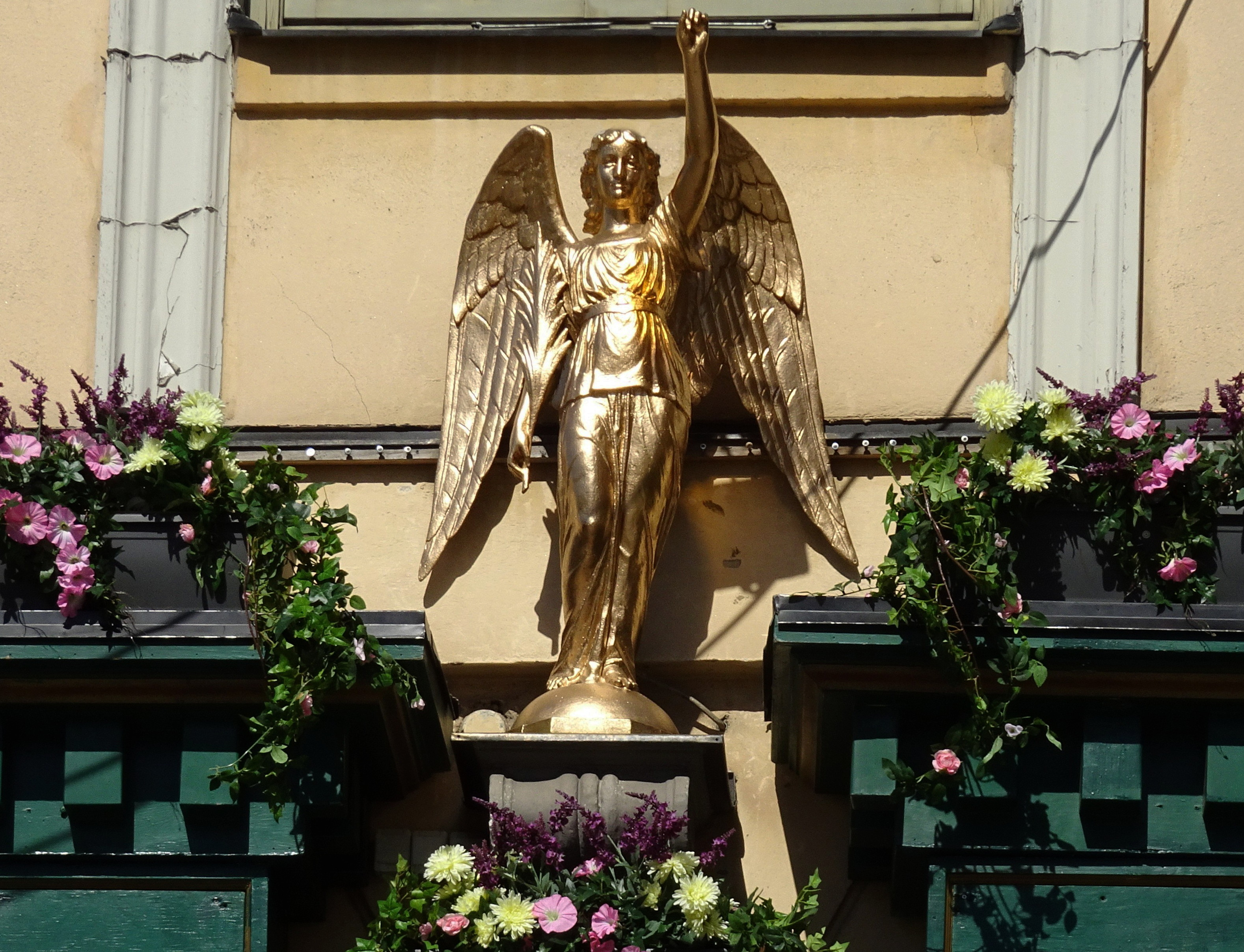
Före detta Apoteket Ängeln, nu Restaurang Engelen.

## Intressanta kvarter kring torget
- Kvarteret Charon
- Kvarteret Cerberus
- Kvarteret Deucalion
- Kvarteret Medusa
- Kvarteret Typhon

## Historiska bilder

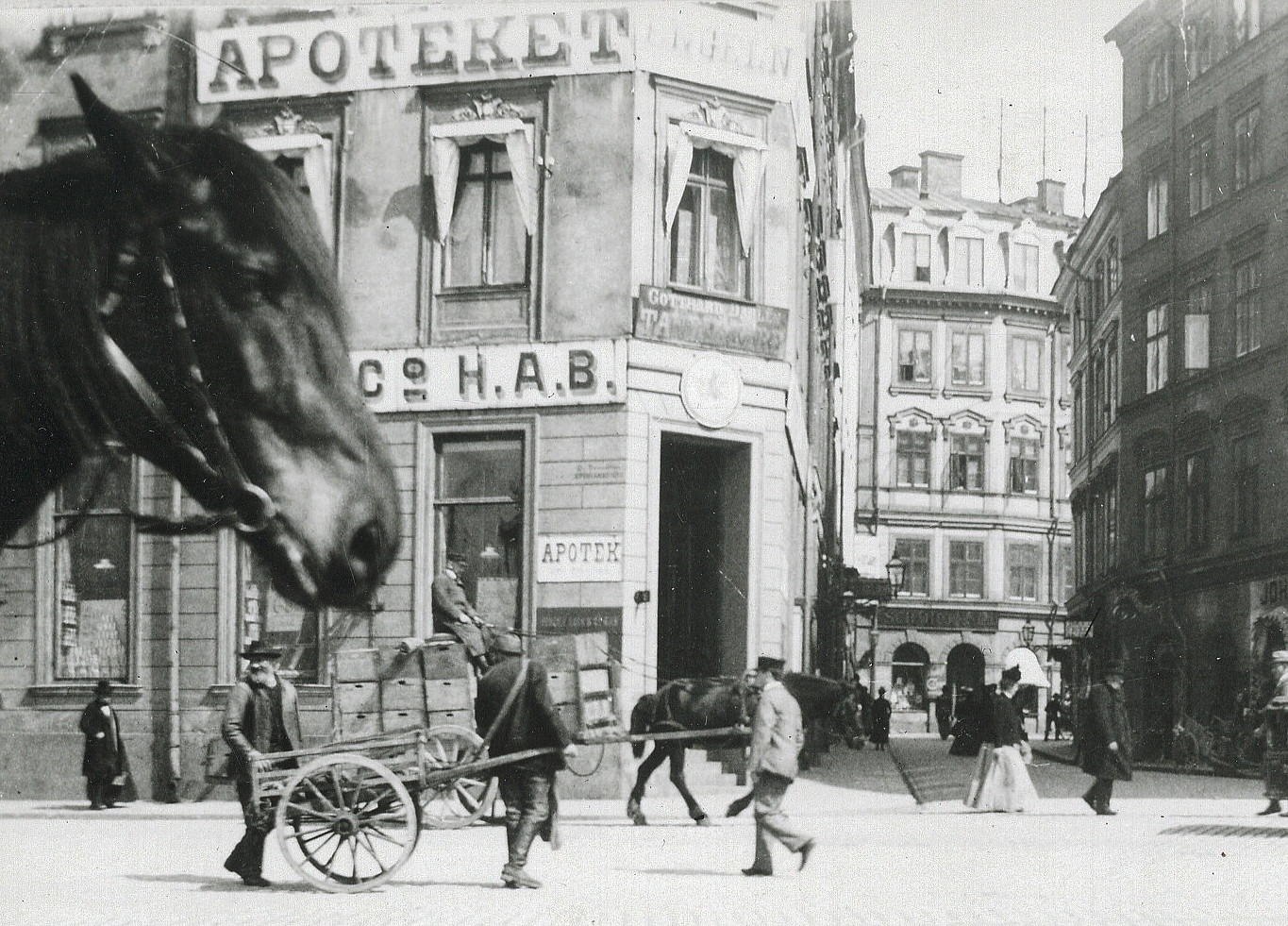
Apoteket Engelen, 1900
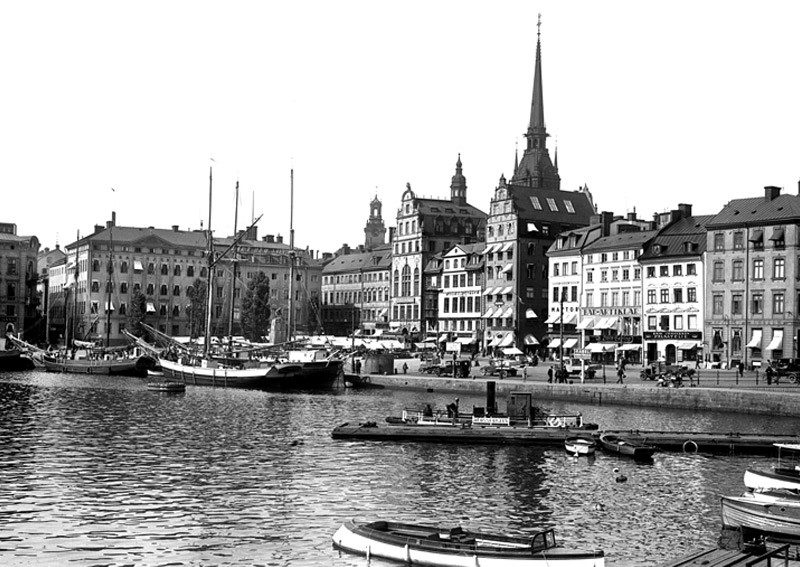
Torget mot norr, 1920-tal
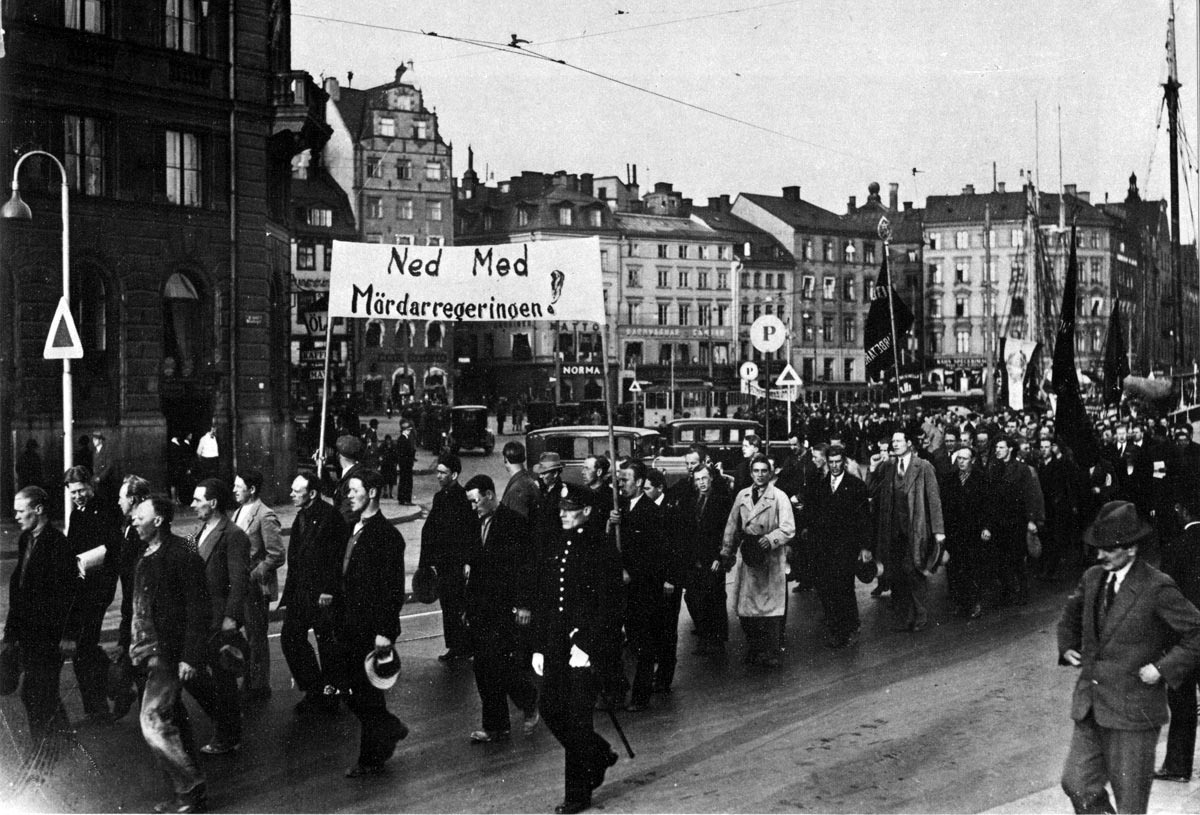
Ådalsdemonstration 1931
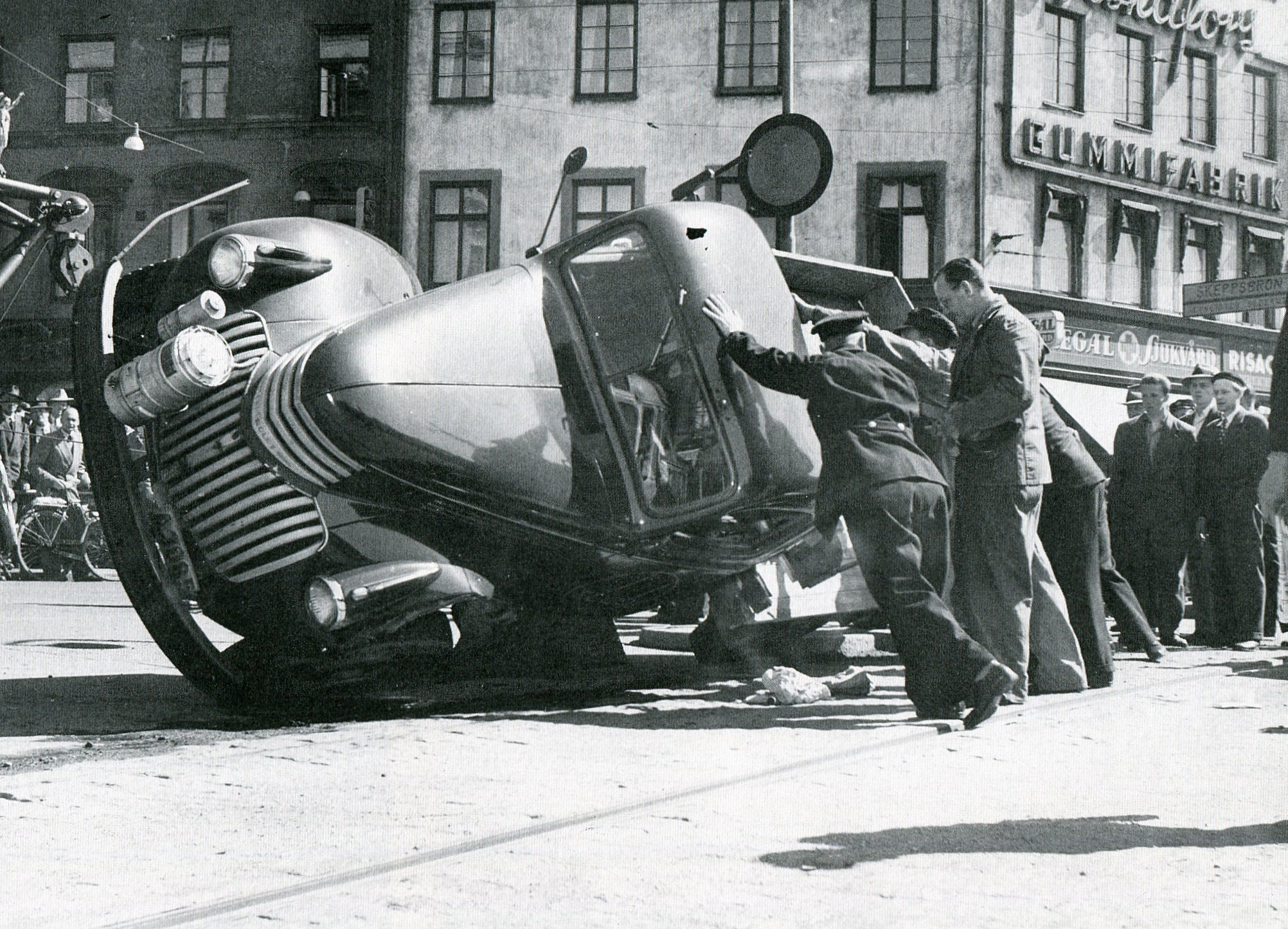
Trafikolycka 1952
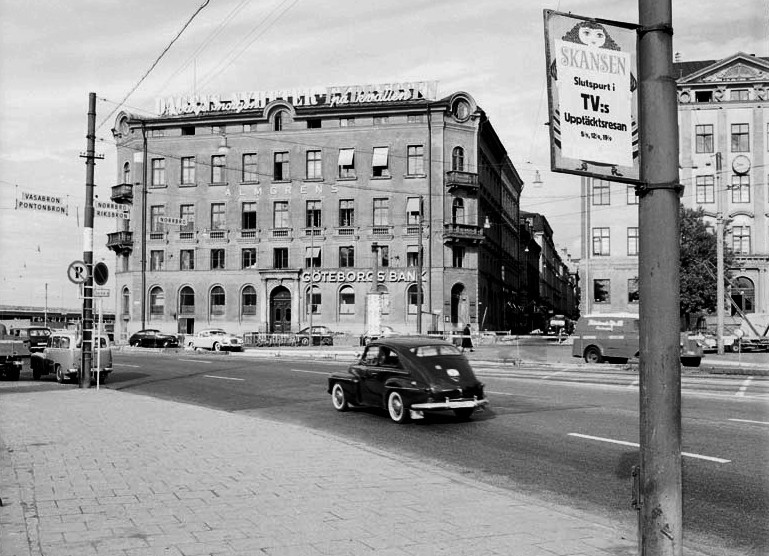
Torget mot nordväst, 1959